# Roque de Pedro
Roque de Pedro (* 26. November 1935 in Comodoro Rivadavia; † 2. Januar 2019) war ein argentinischer Komponist, Musikpädagoge, -journalist und -wissenschaftler.

## Biografie
De Pedro studierte Klavier und Komposition am Conservatorio Nacional de Música Carlos López Buchardo und an der Escuela Nacional Bellas Artes Manuel Belgrano. Er war Mitglied verschiedener kammermusikalischer und experimenteller Musikgruppen, so Alter Música, Movimiento Música Más, Tercer Retablo und zuletzt – als Pianist und Leiter – der Gruppe Antiquus de música de cámara de América.
Von 1966 bis 1985 arbeitete er als Musikkritiker für die Zeitschrift Clarín. Mit Graciela Yentel und Norberto Chavarri veröffentlichte er 1969 die Historia visual de la música. Sein Buch El jazz: historia y presencia erschien 1977, in Zusammenarbeit mit Nora Benítez entstand Santos & herejes (2000). Er gab Kurse an der Universidad del Salvador, der Escuela Técnica ORT, am Conservatorio Superior de Música Manuel de Falla, der Escuela Nacional de Arte Dramático und der Universidad Nacional de Lanús und ist Professor für Komposition am Instituto Universitario Nacional del Arte (I.U.N.A.).
De Pedro komponierte sinfonische Werke und Kammermusik, Werke für Soloinstrumente und Vokalwerke. Für sein Concierto para piano y orquesta erhielt er den Preis des Fondo Nacional de las Artes, für das Orchesterwerk Buenos Aires 96 den Preis der Sociedad Argentina de Autores y Compositores (SADAIC), und das Chorwerk Sueño wurde mit einem Preis der Tribuna Nacional de Compositores ausgezeichnet. 1985 und 1995 erhielt er Preise der Fundación Konex.